# Mykola Konrad
Mykola Konrad, in ucraino Микола Конрад? (Oblast' di Ternopil', 16 maggio 1876 – Oblast' di Leopoli, 26 giugno 1941), è stato un presbitero ucraino appartenente alla Chiesa greco-cattolica ucraina, vittima della persecuzione dei cristiani in URSS.
Papa Giovanni Paolo II lo dichiarò martire e lo proclamò beato nel 2001.

## Biografia
Studiò teologia a Roma, dove ottenne il titolo di dottore in teologia. Nel 1899 venne ordinato sacerdote. Insegnò nella scuola media e poi alle scuole superiori, tra i suoi alunni fu Josyp Slipyj. Nel 1929 fondò la Società della gioventù accademica ucraina «Osnova» (Fondamento). Nel 1930, su invito del metropolita Andrej Szeptycki insegnò all'Accademia teologica di Leopoli. Con l'avvento nell'Ucraina Occidentale del potere sovietico venne fermato dagli agenti dell'NKVD mentre ritornava in chiesa, assieme al lettore Volodymyr Pryjma, dopo aver portato l'Eucaristia a una persona ammalata. I corpi martoriati sia del lettore che di Konrad vennero trovati in un bosco vicino al paese e sepolti nei pressi della chiesa il 26 luglio 1941.

## Fonti
- (EN) Biographies of twenty five Greek-Catholic Servants of God, su vatican.va.